# W.C. Fields
W.C. Fields, eig. William Claude Dukenfield, (Philadelphia, 29 januari 1880 – Pasadena, 25 december 1946) was een Amerikaans komiek.

## Levensloop
Fields liep als 11-jarige jongen van huis weg en begon te werken in de vaudeville. Op de leeftijd van 21 reisde hij met een komisch jongleernummer door Noord-Amerika en Europa. In 1906 maakte hij zijn debuut op Broadway in de komedie The Ham Tree. Zoals veel vaudevilleacteurs werkte Fields in de stomme film, maar bekend werd hij met de geluidsfilm Poppy uit 1923. In 1936 moest hij tijdelijk stoppen met zijn werk door een ziekte, die verergerd werd door zijn alcoholisme. In 1938 keerde hij terug naar het witte doek. In 1940 speelde hij in My little Chickadee, samen met Mae West. Ironisch genoeg stierf W.C. Fields op de vakantiedag waarvan hij altijd zei dat hij deze verafschuwde, Eerste kerstdag. Zijn maîtresse Carlotta Monti beschreef enkele amusante en inzichtgevende anekdotes in het boek W.C. Fields and Me.

## Filmografie

### Hoofdfilms
- Janice Meredith (1924)
- Sally of the Sawdust (1925)
- That Royle Girl (1925)
- It's the Old Army Game (1926)
- So's Your Old Man (1926)
- The Potters (1927)
- Running Wild (1927)
- Two Flaming Youths (1927)
- Tillie's Punctured Romance (1928)
- Fools for Luck (1928)
- Her Majesty, Love (1931)
- Million Dollar Legs (1932)
- If I Had a Million (1932)
- International House (1933)
- Tillie and Gus (1933)
- Alice in Wonderland (1933)
- Six of a Kind (1934)
- You're Telling Me! (1934)
- The Old Fashioned Way (1934)
- Mrs. Wiggs of the Cabbage Patch (1934)
- It's a Gift (1934)
- David Copperfield (1935)
- Mississippi (film) (1935)
- Man on the Flying Trapeze (1935)
- Poppy (1936)
- The Big Broadcast of 1938 (1938)
- You Can't Cheat an Honest Man (1939)
- My Little Chickadee (1940)
- The Bank Dick (1940)
- Never Give a Sucker an Even Break (1941)
- Tales of Manhattan (1942) (scènes eruitgeknipt, later gerestaureerd)
- Follow the Boys (1944)
- Song of the Open Road (1944)
- Sensations of 1945 (1944)

### Korte films
- Pool Sharks (1915)
- His Lordship's Dilemma (1915)
- A Trip Through the Paramount Studio (1927)
- The Golf Specialist (1930)
- The Dentist (1932)
- The Fatal Glass of Beer (1933)
- Hollywood on Parade No. A-9 (1933)
- The Pharmacist (1933)
- How to Break 90 #3: Hip Action (1933) (gastoptreden in een Bobby Jones golfles)
- The Barber Shop (1933)
- Show Business at War (1943)

## Citaten
- "I never drink anything stronger than gin before breakfast"
- "Water? Never touch the stuff. Fish fuck in it."
- "There are no ugly women. There is just too little alcohol."
- "Everybody's got to believe in something. I believe I'll have another beer."